# Protocetidae
Famille
Les Protocetidae (protocétidés en français), appelés aussi « baleines à pattes », sont une famille éteinte de mammifères ayant vécu au cours de l'Éocène du Lutétien au Priabonien, il y a environ entre 48 et 34 Ma (millions d'années).

## Description et caractéristiques
Les protocétidés ou protocètes forment une famille abondante et hétérogène dont on trouve des fossiles sur tous les continents, le plus connu des genres est Rodhocetus. Ils disposaient de pattes plutôt adaptées à la nage mais aussi de membres postérieurs leur permettant probablement de se mouvoir sur la terre ferme. On ne sait pas s'ils disposaient d'une nageoire caudale horizontale (comme les cétacés modernes).
Les protocétidés connus avaient de solides membres antérieurs et postérieurs, qui pouvaient soutenir leur corps à terre et il est probable qu'ils avaient une vie amphibie. Il est clair cependant qu'ils étaient mieux adaptés que leurs ancêtres à un style de vie aquatique. Chez Rodhocetus, par exemple, le sacrum, qui, chez les mammifères terrestres provient de la fusion de cinq vertèbres, reliant le pelvis avec le reste de la colonne vertébrale pour former le bassin, était divisé en vertèbres indépendantes, le pelvis n'étant plus connecté à la colonne vertébrale que par une vertèbre. De plus, ses narines étaient à mi-chemin du museau, première étape vers la position au sommet du crâne chez les cétacés modernes.

## Liste des genres
| Selon BioLib (31 décembre 2016) : - sous-famille Protocetinae Gingerich & Russell, 1990 † : - genre Crenatocetus McLeod & Barnes, 2008 †, - genre Maiacetus Gingerich, Al-Haq, Koenigswald, Sanders, Smith & Zalmut, 2009 †, - genre Protocetus Fraas, 1904 †, - genre Togocetus Gingerich & Cappetta, 2014 † ; - genre Aegyptocetus Bianucci & Gingerich, 2011 † ; - genre Artiocetus Gingerich, Haq, Zalmout, Khan & Malkani, 2001 † ; - genre Babiacetus Trivedy & Satsangi, 1984 † ; - genre Carolinacetus Geisler, Sanders & Luo, 2005 † ; - genre Eocetus Fraas, 1904 † ; - genre Gaviacetus Gingerich, Arif & Clyde, 1995 † ; - genre Georgiacetus Hulbert, Petkewich, Bishop, Bukry & Aleshire, 1998 † ; - genre Indocetus Sahni & Mishra, 1975 † ; - genre Makaracetus Gingerich, Zalmout, Ul-Haq & Bhatti, 2005 † ; - genre Natchitochia Uhen, 1998 † ; - genre Pappocetus Andrews, 1920 † ; - genre Qaisracetus Gingerich, Ul-Haq, Khan & Zalmout, 2001 † ; - genre Rodhocetus Gingerich, Raza, Arif, Anwar & Zhou, 1994 † ; - genre Takracetus Gingerich, Arif & Clyde, 1995 †. | Selon Paleobiology Database (30 mai 2012) : - sous-famille Georgiacetinae : - genre Babiacetus, - genre Carolinacetus, - genre Eocetus (syn. Mesocetus), - genre Georgiacetus, - genre Natchitochia, - genre Pappocetus ; - sous-famille Makaracetinae : - genre Makaracetus ; - sous-famille Pappocetinae : - genre Crenatocetus ; - sous-famille Protocetinae : - genre Artiocetus, - genre Gaviacetus, - genre Indocetus, - genre Maiacetus, - genre Protocetus, - genre Qaisracetus, - genre Rodhocetus, - genre Takracetus. - genre Phiomicetus, Phiomicetus anubis Gohar et al. 2021. |

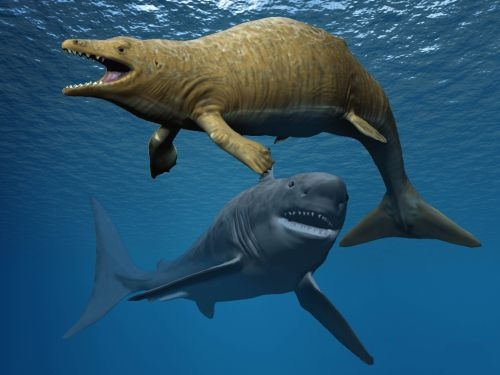
Aegyptocetus
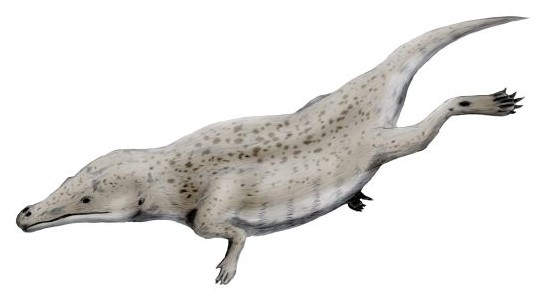
Maiacetus
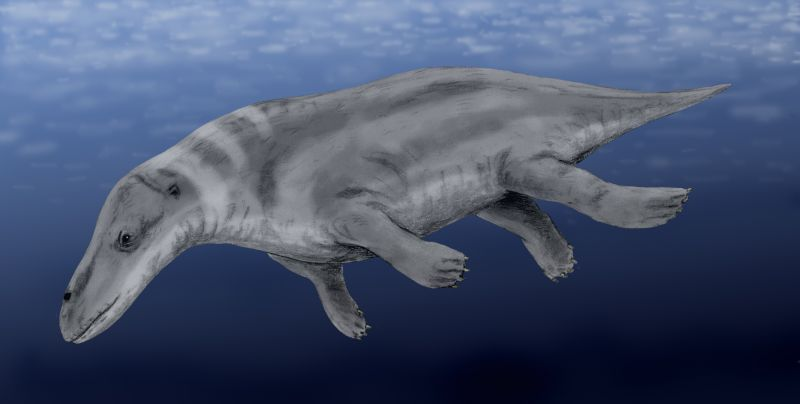
Rhodocetus